# Ixodes lividus
Ixodes lividus este o specie de căpușe din genul Ixodes, familia Ixodidae, descrisă de Koch în anul 1844. Conform Catalogue of Life specia Ixodes lividus nu are subspecii cunoscute.